# Jonas Ekdahl
Jonas Ekdahl (30 maggio 1983) è un batterista svedese.
È meglio conosciuto come batterista della band svedese Evergrey. In precedenza era il tecnico dell'ex batterista Patrick Carlsson. È nato a Gothenburg nel Maggio 1983. Ha iniziato a suonare la batteria all'età di 10 anni, e a lavorare per la band Evergrey come tecnico della batteria all'età di 17 anni, nel 2003 è entrato a far parte della formazione come membro fisso all'età di 19 anni. Nel Maggio 2010 è stato annunciato che aveva lasciato la band a causa di problemi interni, senza rovinare le amicizie che aveva sviluppato con gli altri membri della band. Nel frattempo ha continuato a suonare con la band DeathDestruction, che ha firmato un contratto con la Sony Music Sweden. Nel 2010, ha lavorato per i Dead by April così come per la band In Flames durante Giugno 2011.
Nel 2014 è rientrato nella band Evergrey.

## Discografia

### Album in studio con gli Evergrey
- 2004 - The Inner Circle
- 2005 - A Night to Remember (CD) (Gothenburg Concert CD e DVD)
- 2006 - Monday Morning Apocalypse
- 2008 - Torn
- 2014 - Hymns for the Broken
- 2016 - The Storm Within
- 2019 - The Atlantic
- 2021 - Escape of the Phoenix

### Album in studio con i DeathDestruction
- Fuck Yeah Live EP (2011)
- DeathDestruction (2011)
- II (2014)

## Equipaggiamento

### Pearl Masterworks - finitura "Bubinga" (Grancasse in betulla, toms in Acero)
- Doppia Grancassa 22×18
- Tom 10×9
- Tom 12×10
- Timpano 16×14
- Timpano 18×15
- Rack di montaggio Pearl DR-503
- Pedali Pearl Demon Drive
- Sospensioni rack Pearl PC-50
- Rullante 14×5,5 Rame

### Piatti
- 18" Sabian AAX Stage crash
- 19" Sabian HHXtreme crash
- 19" Sabian AAXplosion crash
- 12" Sabian AAX splash
- 22" Sabian HH Power Bell Ride
- 14" Sabian AAX mini china
- 14" Sabian HHX Evolution mini china
- 14" Sabian AA metal-x hi-hat
- 14" Sabian AAX Stage hi-hat
- 10" Sabian AAX splash
- 8" Sabian AAX splash
- 6" Sabian AAX splash
- 20" Sabian AAX china
- 19" Sabian AAXtreme Chinese

### Altro materiale
- Evans EMAD2 (Grancasse)
- Evans EC2 (Toms)
- Evans Power Center Reverse Dot (Rullante)
- ProMark "5B" (Bacchette)
- Sgabello Roch 'n Soc